# Филлипс, Виктор
Виктор Джон (Ви Джей) Филлипс (англ. Victor John (V. J.) Phillips, 1 сентября 1950) — индийский хоккеист (хоккей на траве), защитник, бронзовый призёр летних Олимпийских игр 1972 года, чемпион мира 1975 года.

## Биография
Виктор Джон (также встречается имя Вадивелу) Филлипс родился 1 сентября 1950 года.
Начал заниматься хоккеем на траве в 8 лет. Выступал за команду христианского колледжа в Мадрасе, мадрасский «Нунгамбаккам». Впоследствии играл за Индийские железные дороги.
В 1972 году вошёл в состав сборной Индии по хоккею на траве на Олимпийских играх в Мюнхене и завоевал бронзовую медаль. В матчах не участвовал.
В 1976 году вошёл в состав сборной Индии по хоккею на траве на Олимпийских играх в Монреале, занявшей 7-е место. Играл на позиции защитника, провёл 7 матчей, забил 3 мяча (два в ворота сборной Канады, один — Нидерландам).
В 1973 году завоевал серебро чемпионата мира Амстелвене, в 1975 году — золото в Куала-Лумпуре. В 1978 году на чемпионате мира в Буэнос-Айресе был капитаном команды.
В 1974 и 1978 годах в составе сборной Индии завоевал серебряные медали хоккейных турниров летних Азиатских игр.
В течение карьеры провёл за сборную Индии более 250 матчей.
В 1999 году удостоен государственной спортивной премии «Арджуна».
Работал в Южной железной дороге руководителем спортивного направления.

## Семья
Старший брат Виктора Филлипса Джон Питер (1937—1998) также выступал за сборную Индии по хоккею на траве, трижды участвовал в летних Олимпийских играх. Завоевал серебро в 1960 году в Риме, золото в 1964 году в Токио, бронзу в 1968 году в Мехико.